# La prima cosa bella
Pour les articles homonymes, voir La prima cosa bella (homonymie).
Pour plus de détails, voir Fiche technique et Distribution.
La prima cosa bella est un film italien réalisé par Paolo Virzì sorti en 2010.
Le film a remporté trois David di Donatello (Meilleure actrice, Meilleur acteur, Meilleur scénario) et a été le représentant de l’Italie aux Oscars 2011. Il est sorti en France le 29 juin 2011.

## Synopsis
Nous sommes entre le début des années 1970 et les années 2009/2010.
Aujourd'hui, Bruno, petit professeur plutôt mal dans sa peau, se remémore son enfance et son adolescence: sa mère Anna, jolie et très insouciante, attirant toujours les hommes, et sa sœur cadette Valeria, qui aime son frère, qu'elle considère comme sa bouée de sauvetage ! Chassée par son mari, Anna trimballe ses deux enfants de galère en galère, d'un petit hôtel de fortune à l'appartement de sa sœur ; Anna a même un petit moment de gloire : elle fait de la figuration dans un film de Dino Risi !
Va-et-vient incessant entre ce passé peu glorieux et le présent : la mamma Anna est aujourd'hui en phase terminale d'un cancer, mais n'a rien perdu de sa bonne humeur et de son attachement à la vie.
Peu à peu, on comprend mieux le mal-être de Bruno et Valeria, devenus adultes malgré eux… 

## Fiche technique
- Titre : La prima cosa bella
- Réalisation : Paolo Virzì
- Scénario : Francesco Bruni, Francesco Piccolo, Paolo Virzì
- Photographie : Nicola Pecorini
- Montage : Simone Manetti
- Musique : Carlo Virzì
- Décors : Tonino Zera
- Costumes : Gabriella Pescucci
- Son : Mario Iaquone
- Maquillage : Paola Gattabrusi
- Casting : Elisabetta Boni
- Producteurs : Fabrizio Donvito, Marco Cohen, Benedetto Habib
- Sociétés de production :  Medusa Film, Motorino Amaranto, Indiana Production
- Société de distribution :  Wild Bunch (France)
- Pays d'origine :  Italie
- Langue : Italien
- Format : Couleur — 35 mm — 1,85:1 — Son : Dolby Digital
- Genre : Comédie dramatique
- Durée : 122 minutes (2 h 2)
- Dates de sortie :
  -  Italie : 15 janvier 2010
  -  France : 29 juin 2011

## Distribution
- Valerio Mastandrea (V. F. : Arnaud Bedouët) : Bruno Michelucci (2009)
- Micaela Ramazzotti (V. F. : Vanessa Bettane) : Anna Nigiotti Michelucci (1970-1980)
- Stefania Sandrelli (V. F. : Anne Canovas) : Anna Nigiotti Michelucci (2009)
- Claudia Pandolfi (V. F. : Anna Sigalevitch) : Valeria Michelucci (2009)
- Marco Messeri : Loriano Nesi
- Fabrizia Sacchi : Sandra
- Aurora Frasca: Valeria Michelucci (1970)
- Giacomo Bibbiani : Bruno Michelucci (1970)
- Giulia Burgalasse : Valeria Michelucci (1980)
- Francesco Rapalino : Bruno Michelucci (1980)
- Sergio Albelli (V. F. : Luc-Antoine Diquéro) : Mario Michelucci
- Isabella Cecchi : tante Leda Nigiotti
- Emanuele Barresi : Lenzi
- Dario Ballantini : L’avocat Cenerini (1970-1980)
- Paolo Ruffini : Cristiano Cenerini
- Isabelle Adriani :

Source et légende : Version française (V. F.) sur le site d’AlterEgo (la société de doublage)

## Récompenses et distinctions
- 18 nominations aux David di Donatello en 2010 dont 3 obtenus :
  - David di Donatello du meilleur scénario pour Francesco Bruni, Francesco Piccolo et Paolo Virzì
  - David di Donatello de la meilleure actrice pour Micaela Ramazzotti
  - David di Donatello du meilleur acteur pour Valerio Mastandrea
- 4 rubans d'argent en 2010 :
  - meilleur réalisateur pour Paolo Virzì
  - meilleur scénario pour Francesco Bruni, Francesco Piccolo et Paolo Virzì
  - meilleure actrice pour Micaela Ramazzotti et Stefania Sandrelli
  - meilleurs costumes pour Gabriella Pescucci, dans ce film et également dans Agora
- Nomination au Prix du cinéma européen du meilleur réalisateur